# دوست‌محمد (نگارگر)

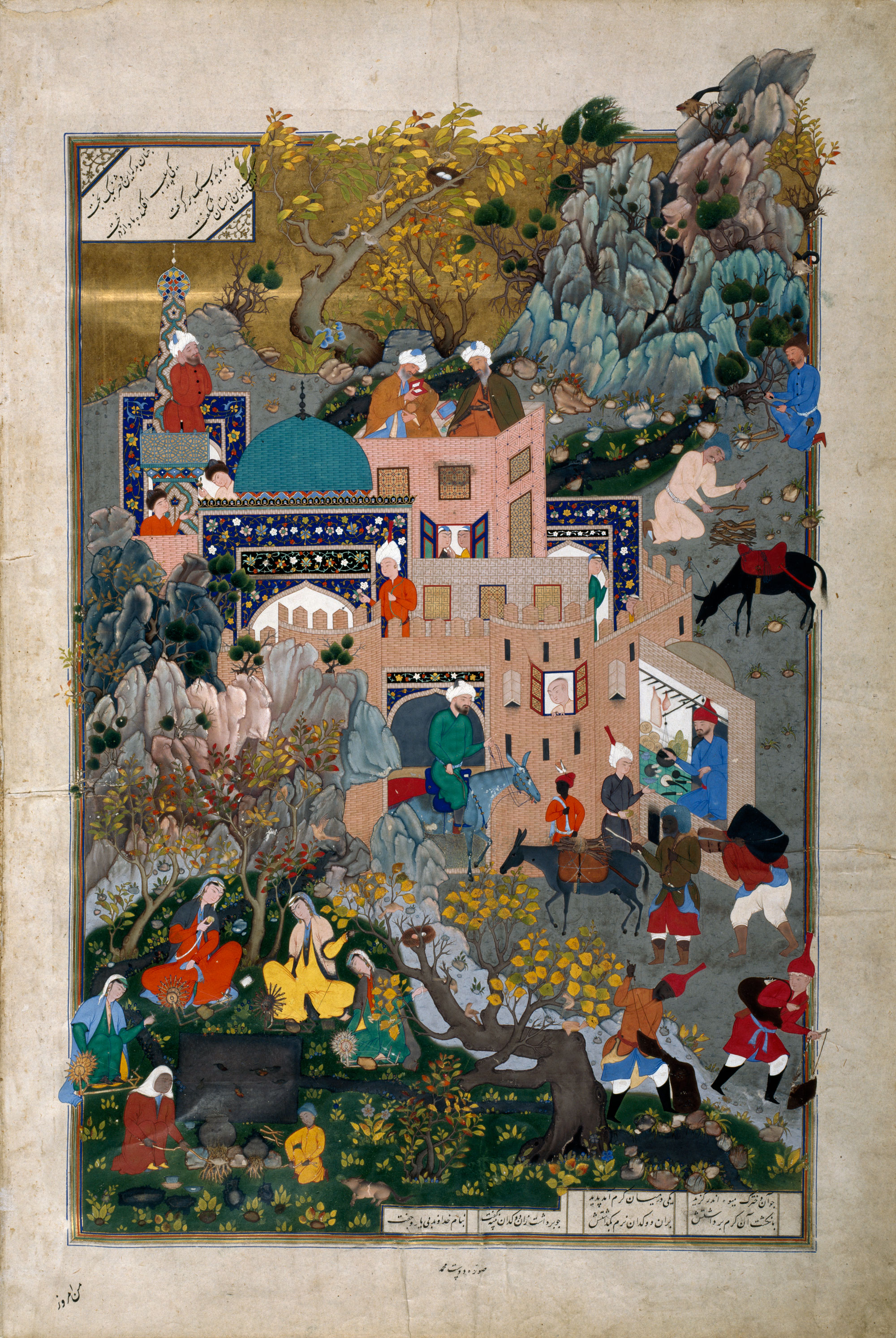
داستان هفتواد و سرگذشت آن کرم که در میان سیب بود، از شاهنامه طهماسبی. موزه آقاخان.

دوست‌محمد، نگارگر دربار صفوی و یکی از برجسته‌ترین نگارگران ایرانی سدهٔ ۱۶ میلادی بود. از آثار برجستهٔ باقی‌مانده از وی می‌توان به صفحات متعددی از شاهنامه طهماسبی و «مجموعهٔ مرقع بهرام میرزا» در موزهٔ کاخ توپ‌قاپی اشاره کرد.

## نگارخانه

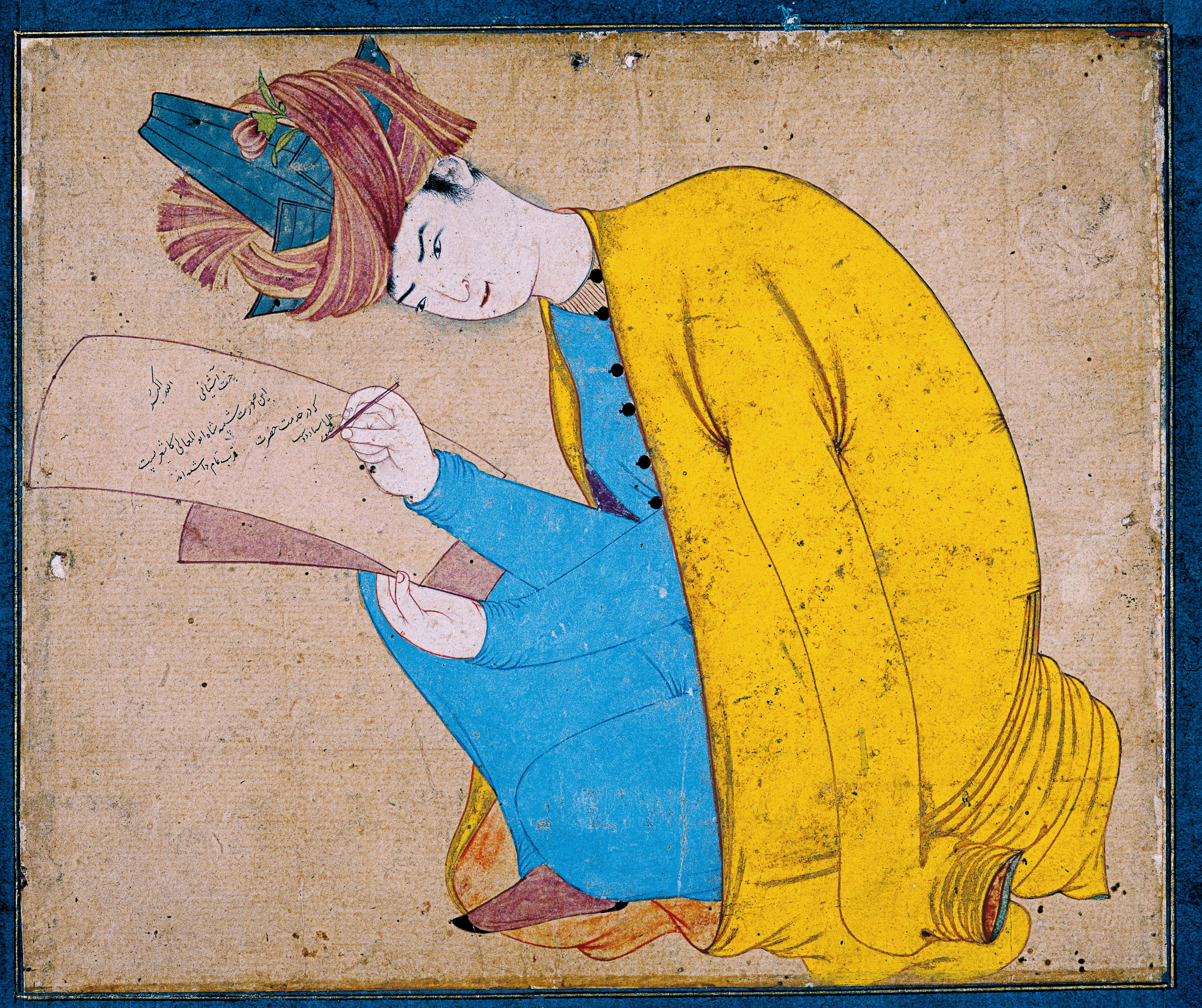
پُرتره‌ای از شاه عبدالمعالی ۱۵۵۶ م. موزه آقاخان
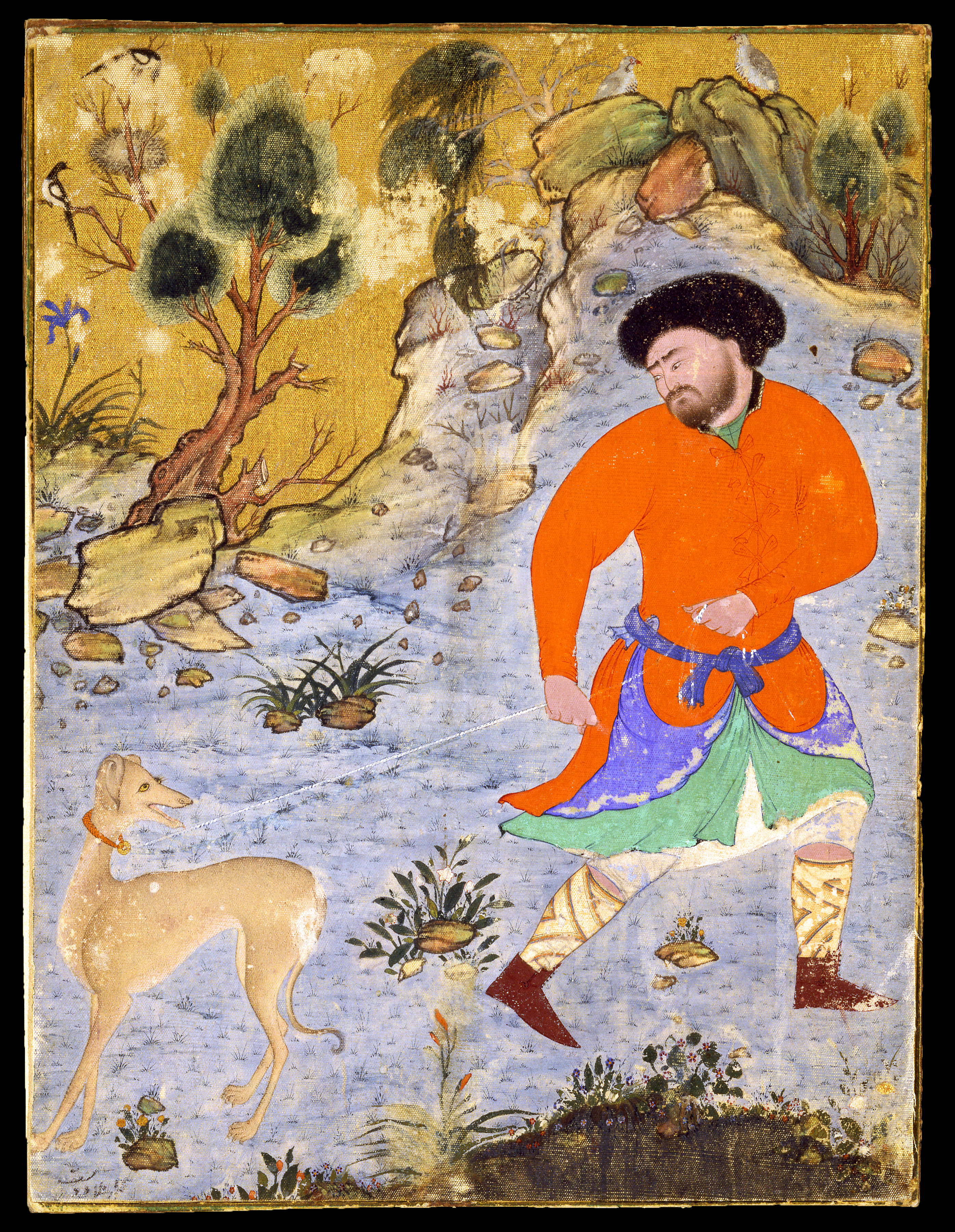
پُرترهٔ مرد با تازی بویی (نسبت داده‌شده) به دوست‌محمد مجموعهٔ داوود
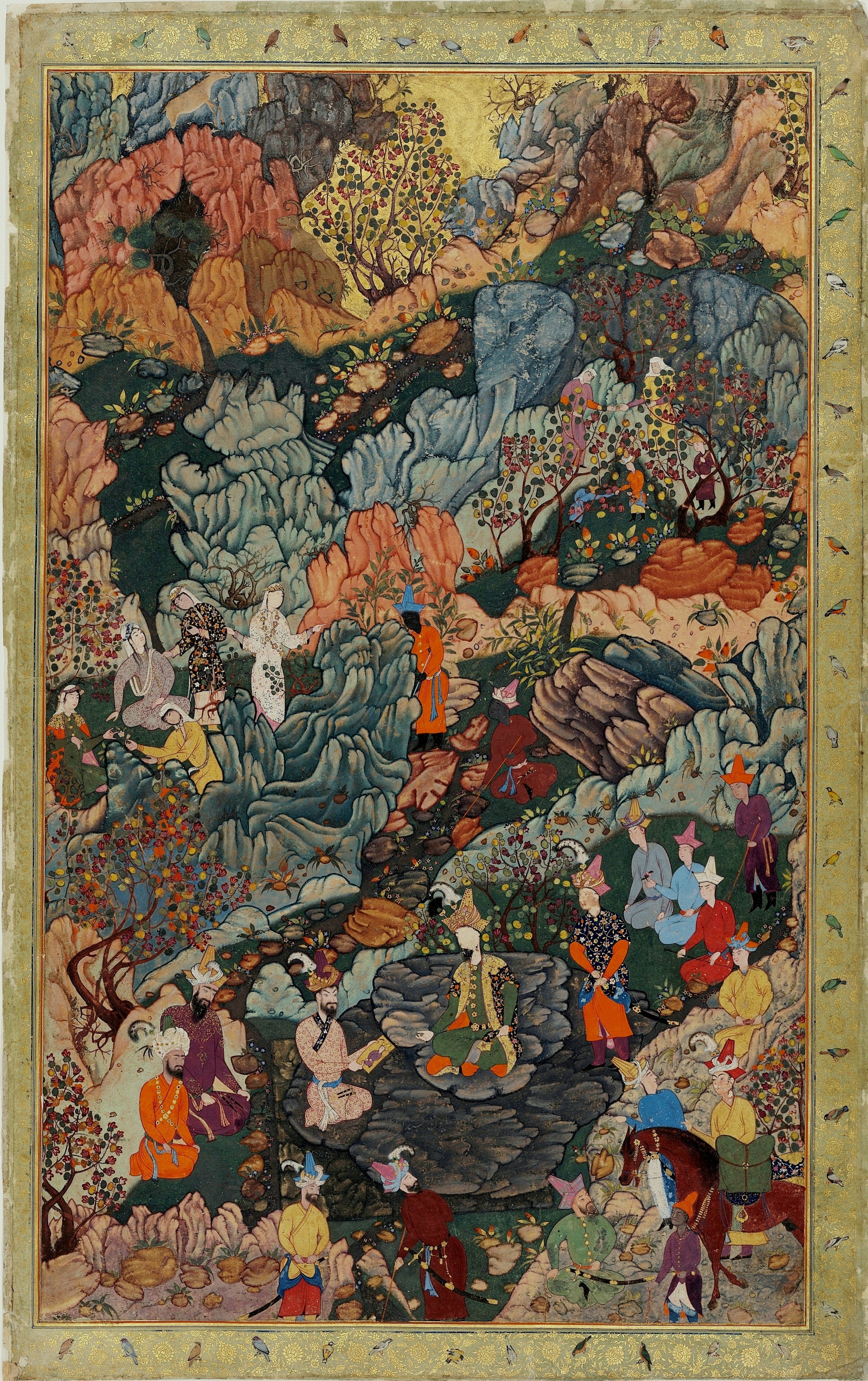
همایون و برادرش
از آلبوم برلین مرقع گلشن
حوالی ۱۵۵۰ م.
مجموعهٔ اسلامی موزه پرگامون